# Командування військово-морських перевезень США
Командування військово-морських перевезень США (англ. Military Sealift Command) — одне з командувань ВМС США, яка забезпечує керівництво допоміжними кораблями та військово-транспортними суднами американського флоту. Командування військово-морських перевезень відповідає за забезпечення перевезень морем для всіх видів збройних сил США, а також для інших урядових установ федеральної влади держави. Вперше воно утворено 9 липня 1949 року, коли Військово-морська транспортна служба (MSTS) стала єдиною відповідальною за потреби Міністерства оборони в морських перевезеннях. У 1970 році MSTS було перейменовано на Командування військово-морських перевезень.
Командування військово-морських перевезень США мають у своєму підпорядкуванні судна, що належать ВМС США та іншим організаціям, які зафрахтовані за довгостроковим чартером, а також судна позичені на короткий час або зафрахтовані на рейс.
На час чартеру MSC отримує контроль над торговим судном і експлуатує його протягом обумовленого в умовах домовленості часу. Протягом цього часу на судні працює екіпаж з цивільних моряків, а Командування військово-морських перевезень оплачує всі витрати. Судна, зафрахтовані на час, не підлягають перевіркам з боку іноземних урядів під час перебування в порту, і Командування військово-морських перевезень здійснює оперативний контроль та керівництво його експлуатацією.
Судна, зафрахтовані на рейс, укомплектовані екіпажами з цивільних моряків, а Командування військово-морських перевезень сплачує лише плату за перевезення вантажу. Ці судна фрахтуються виключно на час рейсу, підлягають інспекціям, і Командування військово-морських перевезень не має оперативного контролю над судном.
Кораблі, що належать ВМС США, мають синьо-золотисті роспізнавальні кольори, перебувають на озброєнні з префіксом USNS (англ. United States Naval Ship), а не з префіксом USS, мають номери корпусу, як у еквівалентного введеного в експлуатацію корабля з префіксом T-, і мають переважно цивільні екіпажі, укомплектовані або моряками державної служби, або контрактними екіпажами (див. Торговельний флот США), як у випадку з кораблями спеціального призначення. На борту деяких кораблів може перебувати персонал ВМС або морської піхоти для забезпечення зв'язку, виконання спеціальних завдань або охорони сил. Кораблі, що працюють за чартером або еквівалентним договором, зберігають комерційні кольори і мають стандартний торговельний префікс MV, SS або GTS, без номерів корпусу.
Командування військово-морських перевезень реалізовує вісім програм морських перевезень: флотський заправник (PM1), спеціальна місія (PM2), стратегічні морські перевезення (PM3), буксир, рятувальний, тендерний і госпітальний судна (PM4), морські перевезення (PM5), сили логістичного забезпечення (PM6), експедиційна мобільна база, командний десантний корабель і кабелеукладач (PM7) і експедиційний швидкісний транспорт (PM8).
MSC підпорядковується Транспортному командуванню Міністерства оборони з питань оборонних перевезень, Командуванню Військово-морських сил — з питань, що стосуються тільки ВМС, і помічнику міністра ВМС (з питань досліджень, розробок і закупівель) — з питань політики закупівель і нагляду.